# Vojkovice (Frýdek-místeki járás)
Vojkovice település Csehországban, a Frýdek-místeki járásban. Vojkovice Dolní Tošanovice, Nošovice, Dobratice és Horní Domaslavice településekkel határos. Lakosainak száma 784 fő (2024. január 1.).

## Népesség
A település lakosságának változását az alábbi diagram mutatja:
| Lakosok száma | 515  | 389  | 470  | 485  | 502  | 495  | 654  | 703  | 761  | 784  |
|               | 1869 | 1890 | 1921 | 1950 | 1980 | 2001 | 2017 | 2019 | 2022 | 2024 |